# Pietro Innocenzi
Pietro Innocenzi (Roma, ...) è un produttore cinematografico italiano.

## Biografia
Pietro Innocenzi ha iniziato la sua carriera nel mondo del cinema lavorando come organizzatore generale su produzioni di rilievo come I figli di nessuno (1951) con Amedeo Nazzari e Yvonne Sanson e il kolossal storico Cleopatra (1963) con Elizabeth Taylor.  
Tra i suoi lavori più noti come produttore figura Palermo Milano - Solo andata (1996), diretto da Claudio Fragasso, che gli è valso il David di Donatello per il miglior produttore. Successivamente ha prodotto anche il sequel, Milano Palermo - Il ritorno (2006), consolidando la popolarità della saga e ritornando a collaborare con gli interpreti dell'originale come Giancarlo Giannini e Raul Bova. Nel 2006 ha prodotto Salvatore - Questa è la vita, primo film italiano prodotto dalla Walt Disney Pictures.
È membro della giunta Anica e Consigliere dell’Unione Nazionale Produttori Film. È giurato per i David di Donatello e per la designazione del film italiano candidato al Premio Oscar per il Miglior Film in Lingua Straniera.   

## Filmografia parziale
- Palermo Milano - Solo andata, regia di Claudio Fragasso (1996)
- Casablanca Express, regia di Sergio Martino (1989)
- Salvatore - Questa è la vita, regia di Gian Paolo Cugno (2006)
- Milano Palermo - Il ritorno, regia di Claudio Fragasso (2006)

## Riconoscimenti
- David di Donatello
  - 1996 - Miglior produttore per Palermo Milano - Solo andata